# Friedrich Helmel
Friedrich Helmel SVD (* 2. Mai 1911 in Lunz am See; † 12. September 1993) war ein österreichischer Ordensgeistlicher und römisch-katholischer Bischof von Guarapuava.

## Leben
Friedrich Helmel trat der Ordensgemeinschaft der Steyler Missionare bei und empfing am 31. Oktober 1937 das Sakrament der Priesterweihe.
Am 19. März 1966 ernannte ihn Papst Paul VI. zum ersten Bischof von Guarapuava. Der Erzbischof von Wien, Franz Kardinal König, spendete ihm am 19. Mai desselben Jahres die Bischofsweihe; Mitkonsekratoren waren der Koadjutorerzbischof von Wien, Franz Jachym, und der Bischof von St. Pölten, Franz Žak.
Am 27. September 1986 nahm Papst Johannes Paul II. das von Friedrich Helmel aus Altersgründen vorgebrachte Rücktrittsgesuch an.